# Bernhard Eschenburg (Philologe)
Friedrich Bernhard Eschenburg (* 17. Januar 1843 in Lübeck; † 5. Juni 1931 ebenda) war ein deutscher Klassischer Philologe und Oberlehrer am Katharineum zu Lübeck.

## Leben und Wirken
Eschenburg entstammte der Lübecker Familie Eschenburg und war der Sohn des Arztes Georg Bernhard Eschenburg (1811–1886), der ab 1838 Leiter der Lübecker Heilanstalt war. Der spätere Bürgermeister Johann Georg Eschenburg (1844–1936) war sein Bruder.
Von Ostern 1854 bis Ostern 1861 besuchte er das Katharineum. Anschließend studierte er bis Ostern 1865 Philologie an der Universität Bonn, vor allem bei Friedrich Ritschl. Ab 1864 war er Mitglied im von Franz Bücheler gegründeten Philologischen Verein (Bonner Kreis). 1865 wurde er hier zum Dr. Phil. promoviert und ging dann für ein Jahr an die Universität Berlin, um seine philologischen Studien fortzusetzen. Ende April 1866 bestand er das Examen pro facultate docendi.
Wie andere Schüler Ritschls wurde er von diesem an Direktor Julius Sommerbrodt empfohlen, der in Posen das Friedrich Wilhelm-Gymnasium leitete. Nach der Beendigung des Probejahres wurde er dort als ordentlicher Lehrer angestellt. 1872 bewarb er sich auf eine freigewordene Stelle am Katharineum und wurde vom Senat auch berufen. Hier blieb er bis zu seiner Pensionierung. Er wohnte in der Roeckstraße 26.
Neben philologischen Arbeiten zu Properz und Ovid veröffentlichte er eine historische Darstellung des Katharineums.
Bernhard Eschenburg war seit 1873 verheiratet mit Lucretia Maria Emma, geb. Müller, einer Tochter des Obergerichts-Aktuars Friedrich Johannes Ludwig Múller. Die Tochter des Paares Marie Emma (* 1874) heiratete Cay Diedrich Lienau.

## Werke
- Observationes criticae in Propertium. Bonn, Univ., Phil. Fak., Diss., 1865
- Metrische Untersuchungen über die Echtheit der Heroides des Ovid. Lübeck 1874 (Schulprogramm des Katharineums 1874)
- Wie hat Ovid einzelne Wörter und Wortklassen im Verse verwandt? Ein Beitrag zur Echtheitsfrage der Heroide des Ovid. Lübeck: Borchers 1886 (Schulprogramm des Katharineums 1886) (Digitalisat)
- Die Entwicklung der Vorstadt St. Gertrud seit dem sechzehnten Jahrhundert bis zur Neuzeit. Lübeck 1905

auch in: Mitteilungen des Vereins für Lübeckische Geschichte und Altertumskunde 12 (1905), S. 5–60
- Das Katharineum zu Lübeck. Südende-Berlin: Hottinger 1911 (Scholae 3)
- Das Katharineum zu Lübeck. Lübeck: Rahtgens 1912